# Навчальна дисципліна
Навча́льна дисциплі́на — згідно з визначенням в українському законодавстві: педагогічно адаптована система понять про явища, закономірності, закони, теорії, методи тощо будь-якої галузі діяльності (або сукупності різних галузей діяльності) із визначенням потрібного рівня сформованості у тих, хто навчається, певної сукупності умінь і навичок.
За визначенням В. Ягупова навчальна дисципліна — це «науково обґрунтована система знань, навичок і вмінь, яку відібрано для вивчення в різноманітних освітньо-виховних системах. Конкретний перелік і взаємозв'язки предметів визначаються навчальними планами, структурологічними схемами підготовки відповідних фахівців.»
Термін вживається лише в пострадянських країнах, на заході (останнім часом і в Україні) вживається поняття «академічна дисципліна» (англ. academic discipline), що найчастіше визначається як «галузь знань, яка викладається і досліджується на рівні коледжу або університету». Це термін стосується не лише навчання, а й дослідницької та наукової діяльності, і є одним зі способів представлення і класифікації знань. Академічні дисципліни визначаються й визнаються науковими журналами, в яких публікуються результати досліджень, а також науковими спільнотами, кафедрами або факультетами, до яких належать фахівці в цій області. Умовою визнання академічної дисципліни є її викладання щонайменше у 5-ти університетах з кількістю студентів понад 10 000.